# Het licht van Cadiz
Het licht van Cadiz is een Nederlandse experimentele dramafilm uit 1984 van Ben Lieshout. Het scenario is geschreven door Bert Bisperink en Ben van Lieshout. De film heeft als internationale titel The Light of Cadiz. 